# 青囊書
青囊書傳說是華佗所編寫的醫書，記載著華佗一生的醫學心得。

## 《後漢書》及《三國志》記載
《後漢書》及《三國志》中均記載華佗向曹操告假回家後，因詐稱妻子患病而不歸，被曹操逮捕並收押獄中，最後遭嚴刑拷打而死。華佗臨死前把醫書一卷贈給獄卒，希望自己的醫術可以傳承下去，但獄卒因為懼怕犯法而不敢接受。華佗也不強求，最後向獄卒取得火種把它焚毀。兩部史籍均未記載此卷醫書的名稱。

## 《三國演義》的改編
《青囊書》的書名見於《三國演義》第七十八回，當中描述華佗被曹操下獄後，有一名吳姓獄卒「吳押獄」，每日以酒食供奉華佗。華佗出於感激，希望把《青囊書》傳給吳押獄以繼承自己的醫術，於是修書讓吳押獄向華佗妻子取得《青囊書》，並把醫書贈予吳押獄。吳押獄在華佗死後為他收殮，辭去差役回家想取出《青囊書》學習，但他的妻子因為怕丈夫落得身死獄中的下場，把醫書焚毀。吳押獄最後只能搶回燒剩的一兩頁，當中僅記載有閹割雞和豬等方法。